# Ресейл
Ресейл (англ. resale, также реселл или реселлинг) — буквально перепродажа. В общем случае ресейлом называют любые операции перепродажи товаров, информации или услуг, однако с середины 2010-х годов в мире и в России сложилась устойчивая тенденция называть ресейлом преимущественно перепродажу редких («дефицитных») товаров повседневного спроса, имеющих ограниченную доступность и высокую ценность для целевой аудитории — брендовых телефонов, кроссовок или одежды, главным образом — в премиальном сегменте.

## Сущность и особенности проявления
Явление ресейла сущностно весьма близко тому, что при советской власти называлось спекуляцией и фарцовкой и всячески преследовалось. Однако в XXI веке отношение к ресейлу со стороны всех участников процесса позитивное (если только объектом ресейла не является контрафакт), например его поощряют и используют крупные бренды в мире моды.
С точки зрения участников процесса — продавцов и покупателей — ресейл обладает рядом достоинств.
Он помогает оптимизировать бюджет, одеваться модно и недорого (при использовании вещей, уже бывших в употреблении), сохранять окружающую среду (использованные вещи не выводятся из обихода и не отправляются на свалки в виде мусора, а находят новых заинтересованных владельцев).

## Объём рынка
Аналитики ресейл-площадки thredUP опубликовали прогноз, согласно которому глобальный рынок ресейла году может вырасти к 2026 на 126 % и достигнуть $218 млрд, главным образом — за счет Европы и Северной Америки. Объём этого рынка в России, согласно исследованию РБК, в 2020 году составил ₽100,6 млрд.

## История
- 1950-е годы — в западных странах появляются винтажные магазины ресейла (например, магазин Let It Rock, позднее SEX в Лондоне);
- 1995  — запущены первые онлайн-платформы для ресейла (например - eBay, где люди начали участвовать в торгах и продавать вещи другим пользователям);
- 2005 — основан Flight Club, который стал первой физической и онлайн-площадкой для перепродажи кроссовок;
- Середина 2010-х — первые упоминания ресейла как явления в России (связаны с перепродажей хостинга)[8];
- 2015 — запущена американская ресейл-платформа GOAT[англ.], занимающаяся ресейлом кроссовок, модной одежды и аксеcсуаров (к началу 2020-х — 50 млн участников и 1 млн продавцов в 170 странах).

## Объекты ресейла

### Хостинг
Хостинг хронологически стал, видимо, первым объектом перепродажи, для которого стал активно использоваться термины ресейл и реселлер. Как явление он появился ещё в конце 1990-х годов, термин сформировался в середине 2010-х. В связи с закреплением понятия ресейл именно за перепродажей модных и культовых вещей, в настоящее время для перепродажи хостинга обычно употребляется сочетание ресейл хостинга или реселлинг хостинга.

### Кроссовки
Поскольку брендовые кроссовки стали предметом культа (выработался даже термин для фанатов, озабоченных приобретением и склонных к коллекционированию модных моделей — сникерхеды) и многие модели выпускаются ограниченными тиражами, ресейл кроссовок стал достаточно популярным способом зарабатывания денег в молодёжной среде (в этом виде бизнеса нет никаких возрастных ограничений). Продажная цена при ресейле кроссовок может отличаться от розничной от двух до тысячи раз. Объём вторичного рынка кроссовок в США уже в 2016 году достиг, согласно оценкам Financial Times, $1 млрд и на нём перепродавали не менее 9 млн пар кроссовок.
По мнению экспертов, ресейл кроссовок в 2023 году был одним из наиболее рентабельных направлений розничного бизнеса в России.

## Бизнес-модель и участники процесса
В индивидуальном сегменте работают три основные схемы ресейла:
1. «купил — поносил/попользовался — продал»;
2. «достал — нашёл покупателя — продал»
3. «достал — придержал — продал».

Первая схема может не иметь никакой бизнес-составляющей — это классическая схема секонд-хенд и широко используется, например, платформами «Авито» и «Юла». Подержанные вещи чаще всего продаются по цене ниже стоимости их покупки. Однако некоторые модные брендовые модели — ставшие культовыми и не довыпускавшиеся затем произведённым их брендом — даже после их использования могут стоить дороже, чем на момент покупки.
Вторая схема уже имеет явно выраженный коммерческий характер — объекты ресейла покупаются не для личного использования, а именно для немедленной последующей перепродажи. Возможность получить разницу между ценой покупки и выручки от продажи обеспечивается редкостью, дефицитностью объекта перепродажи (ограниченный выпуск/тираж модели, санкционные ограничения на её широкую легальную продажу и др.).
Третья схема связана с тем, что ценность и стоимость некоторых объектов ресейла растёт по мере их старения (например, коллекционное вино) или вместе с ростом их редкости и сложности получения. Для одежды или обуви эта схема наиболее редкая и наиболее рискованная — производитель может довыпускать приобретённую реселлером модель «с ограниченным тиражом», либо она перестанет быть модной и востребованной. Тогда она будет не расти в цене, а дешеветь со временем.

## Индивидуальный и инкорпорированный ресейл
Ресейл к 2023 году стал популярным способом обновления гардероба и видом заработка у молодёжи (поколение Z). При этом доминирующими объектами ресейла у молодых людей являются кроссовки и мобильные телефоны, а уже затем модная одежда.

### Маркетплейсы и салоны связи
Возможности и преимущества ресейла (главным образом, для перепродажи брендовых и люксовых вещей) в 2021-22 годах начали активно использовать популярные маркетплейсы — «Авито», «Яндекс.Маркет», Lamoda. Ресейлом мобильных телефонов занялись также салоны связи — «Связной», «Мегафон» и другие.

## Ресейл в России

### Проекты и площадки
Среди популярных российских ресейл-площадок (проектов) чаще всего СМИ упоминают:
The Cultt
Проект основан четырьмя девушками. Объект ресейла —- исключительно модные сумки, позже были добавлены брендовые очки.
Oskelly
Считается самым масштабным российским ресейл-проектом, основан братом и сестрой Альбертом Оскановым и Заирой Келиговой. Осуществляется проверка подлинности товаров.
Tsum Collect
Ресейловая онлайн-платформа ЦУМа, запущенная в 2022 году для товаров премиум-сегмента. Бренды Céline, Prada, Gucci, Dolce & Gabbana, Balenciaga, Tom Ford и др.
Second Friend Store
Один из первых люксовых ресейл-проектов в Москве (ему больше десяти лет), имеет свой шоу-рум на Мясницкой улице в Москве.
Lots
Проект запущен Натальей Гуляевой и Лилит Рашоян в 2018 году, в 2021 был открыт офлайн-магазин в Столешниковом переулке в Москве.
Spin4spin
Первый ресейл-проект в России, специализирующийся на мужских вещах, через консьерж-службу можно заказывать модели из зарубежных интернет-магазинов.
Nikita Efremov
Один из крупнейших реселлеров в России и СНГ «с мощным отделом онлайн-продаж, миллионными оборотами, большими партнерами и звездными клиентами» (мнение владельца сети бутиков Никиты Ефремова). В ассортименте представлены обувь (прежде всего — кроссовки), одежда и аксессуары брендов Supreme, Balenciaga, Louis Vuitton, Nike, Adidas и др. В октябре 2023 года несколько московских и санкт-петербургских бутиков сети Nikita Efremov были закрыты в связи с обвинениями в продаже контрафактных кроссовок.

### Влияние санкций
Санкции со стороны многих ведущих экономик мира, наложенные на Россию в связи с вторжением на Украину разрушили привычные цепочки поставок. В связи с этим резко вырос спрос на подержанные вещи, либо на покупку люксовых вещей, ввезённых частным образом. Например, продажи бывшей в употреблении электроники на «Авито» в марте 2022 года выросли на 47 %.
По данным исследования компании «Мегафон», в первом полугодии 2022 года россияне стали гораздо активнее интересоваться покупками на вторичном рынке — суммарный трафик на сайтах 14 известных классифайдов и ресейл-платформ вырос на треть по сравнению с тем же периодом 2021 года. За исследуемый период трафик абонентов МегаФона на специализированных ресейл-площадках увеличился на 195 %, в то время как универсальные площадки показали рост на 32 %.